# 什蒂姆列
什蒂姆列（羅馬化：Štimlje）是科索沃烏羅舍瓦茨區什蒂姆列市镇内的城鎮及其行政中心，位於該國東南部。市镇面積134平方公里，海拔高度565米。2011年人口普查中城镇人口为7,225人，而整个市镇人口数量为27,324，人口密度每平方公里204人。